# Fares Landoulsi
Fares Landoulsi, né à Tunis, est un acteur tunisien.

## Biographie
Il effectue une première formation de théâtre au sein de l'association Hassan-Zmerli puis étudie à l'Institut supérieur d'art dramatique de Tunis de 2013 à 2015. Ensuite, il intègre la classe libre des cours Florent de Paris, de 2015 à 2017,.
En 2020, il joue dans la série Messiah diffusée sur la plateforme de vidéo à la demande Netflix.

## Filmographie

### Longs métrages
- 2012 : Ce que le jour doit à la nuit d'Alexandre Arcady[1]
- 2014 : Face à la mer de Sabry Bouzid[1]
- 2015 : Narcisse de Sonia Chamkhi[1]
- 2018 : Omerta de Mariem Al Ferjani et Mehdi Hamnane[1],[4]

### Courts métrages
- 2019 : Le Retour de Charlie Kouka[1]

### Télévision
- 2020 : Messiah de Michael Petroni

## Théâtre
- 2012 : Mnema de Nejib Ben Khalfallah (ouverture des Journées théâtrales de Carthage)[1]
- 2015 : Nuits chaudes de Sophie Cadieux[1]
- 2016 : Peer Gynt de Jean-Pierre Garnier[1]